# Emilia Plater
Emilia Plater (Vilnius, 13 novembre 1806 – Justinavas, 23 dicembre 1831) è stata una patriota polacca, che prese parte alla Rivolta di novembre del 1830 in Polonia contro l'Impero russo.

## Biografia

### Infanzia e giovinezza
Emilia Plater nacque il 13 novembre 1806 a Vilnius, in Lituania, che faceva parte dell'antica Confederazione polacco-lituana, allora sotto il dominio russo. Discendeva da una ricca famiglia aristocratica polacco-lituana, originaria della Vestfalia, trasferitasi in Livonia nel corso del XV secolo e infine emigrata in Lituania. Nel 1813, quando Emilia aveva solo 9 anni, visto che i suoi genitori, Franciszek Ksawery Plater e Anna von der Mohl, avevano divorziato, fu mandata a vivere presso alcuni lontani parenti, i Plater-Zyberk, che avevano la loro residenza presso Daugavpils, nell'odierna Lettonia. Nella loro tenuta padronale, la giovane Emilia fu educata secondo i principi delle ragazze aristocratiche del suo tempo, ma si appassionò anche a vite e opere di personaggi illustri, come Giovanna d'Arco, la patriota greca Laskarina Bouboulina, il patriota polacco Tadeusz Kościuszko o il poeta Adam Mickiewicz. Queste passioni la portarono inoltre a prediligere occupazioni quali l'equitazione e il tiro con la pistola, cose abbastanza rare per le ragazze del XIX secolo. Appassionata di viaggi, nel 1829 Emilia Plater iniziò a viaggiare attraverso gli antichi territori della Confederazione polacco-lituana, ma dovette interrompere il viaggio per l'improvvisa morte di sua madre.

### La Rivolta di novembre
Il 29 novembre 1830 a Varsavia, capitale della Polonia, gli insorti polacchi, guidati da Józef Chłopicki, si ribellarono per ottenere l'indipendenza del Paese dal dominio zarista, riuscendo momentaneamente a scacciare le truppe russe dalla città. Anche le antiche terre dell'ex-Granducato di Lituania furono influenzate dalle fasi iniziali degli scontri, tanto che, allo scoppio della rivoluzione, esistevano già gruppi armati anti - zaristi. Animata da spirito patriottico, la contessina polacco-lituana decise di partecipare alla lotta, creando una propria unità partigiana operante in Lituania; allora si tagliò i capelli, si cucì un'uniforme militare personale e organizzò la sua banda armata, formata da 280 fanti, 60 cavalieri e centinaia di contadini armati di falci da guerra, arruolatisi volontariamente.
Una volta organizzati i volontari, Emilia Plater, partita dai pressi di Daugavpils, entrò in Lituania, conquistando con le sue forze la città di Zarasai nell'aprile 1831; tentò poi di ritornare alla sua base di partenza, ma, scoperta dopo una ricognizione che il presidio cittadino era troppo forte e numeroso, rinunciò al piano. Entrò dunque nella regione lituana di Samogizia, dirigendosi poi verso Panevėžys, dove unì le sue forze con quelle di Karol Zaluski; poco tempo dopo giunse nella zona il generale polacco Dezydery Chłapowski con un grande esercito, prendendo il comando di tutte le unità operative presenti in Lituania. Secondo la leggenda popolare, il generale consigliò ad Emilia di rinunciare all'impresa e tornare a casa, ma la contessa rispose che non avrebbe smesso l'uniforme finché la sua patria non fosse stata liberata dai russi. Presone atto, Chłapowski la nominò comandante della 1ª compagnia del 1º Reggimento di Fanteria polacco - lituano: la donna combatté così distintamente che fu promossa al rango di capitano, caso unico al tempo. Ma malgrado questi episodi di eroismo, la rivoluzione polacca fu ben presto stroncata dall'esercito zarista di Nicola I di Russia; il 5 ottobre 1831 i resti delle unità polacche attraversarono il confine con la Prussia e abbandonarono le armi a Brodnica, pur di non arrendersi ai vincitori. Emilia Plater tuttavia rifiutò di seguire Chłapowski in Prussia, dove si consegnò prigioniero, anzi volle avanzare su Varsavia per provare a sfondare le linee russe. Alla fine però, l'indomita combattente si ammalò gravemente e morì, il 23 dicembre 1831, nel castello della famiglia Abłamowicz a Justinavas; il suo corpo fu sepolto nel piccolo villaggio di Kapciamiestis, presso Lazdijai, in Lituania.

## Riconoscimenti
Dopo l'indipendenza della Polonia, nel 1918, Emilia Plater è divenuta un simbolo e un'icona dell'indipendenza polacca, oltre ad essere molto popolare in Lituania. Il poeta Adam Mickiewicz la immortalò in un suo poema, Morte di un colonnello, anche se la storia della sua fine è molto romanzata. Durante la Seconda Repubblica polacca l'immagine di Emilia Plater fu raffigurata sulle banconote da 20 zloty, mentre, nel corso della seconda guerra mondiale un'unità militare femminile di supporto all'esercito polacco fu intitolato all'eroina; dopo la fine del conflitto, le ex - soldatesse del reparto fondarono un villaggio nella Bassa Slesia, chiamato Plateròwka.